# Rhynchoglossum lazulinum
Rhynchoglossum lazulinum är en tvåhjärtbladig växtart som beskrevs av Ananda R. Rao och Joseph. Rhynchoglossum lazulinum ingår i släktet Rhynchoglossum och familjen Gesneriaceae. Inga underarter finns listade i Catalogue of Life.